# Фурнари
Фурнари (итал. Furnari) — коммуна в Италии, располагается в регионе Сицилия, подчиняется административному центру Мессина.
Население составляет 3290 человек, плотность населения составляет 253 чел./км². Занимает площадь 13 км². Почтовый индекс — 98054. Телефонный код — 0941.